# Fira de l'oli de la Vall del Corb
La Fira de l'oli de la Vall del Corb és una fira gastronòmica dedicada a la venda i promoció de l'oli de la Vall del Corb i altres productes de la terra. La fira reuneix més de dos milers de persones i una desena de cooperatives productores d'oli de la Vall del Corb i se celebra anualment a Belianes, Urgell, el primer diumenge de desembre. La festa està declarada Festa d'Interès Comarcal.
A Belianes, el mateix dia, també té lloc la Fira de l'oli de Belianes, que se celebra des de l'any 1998.

## Galeria fotogràfica

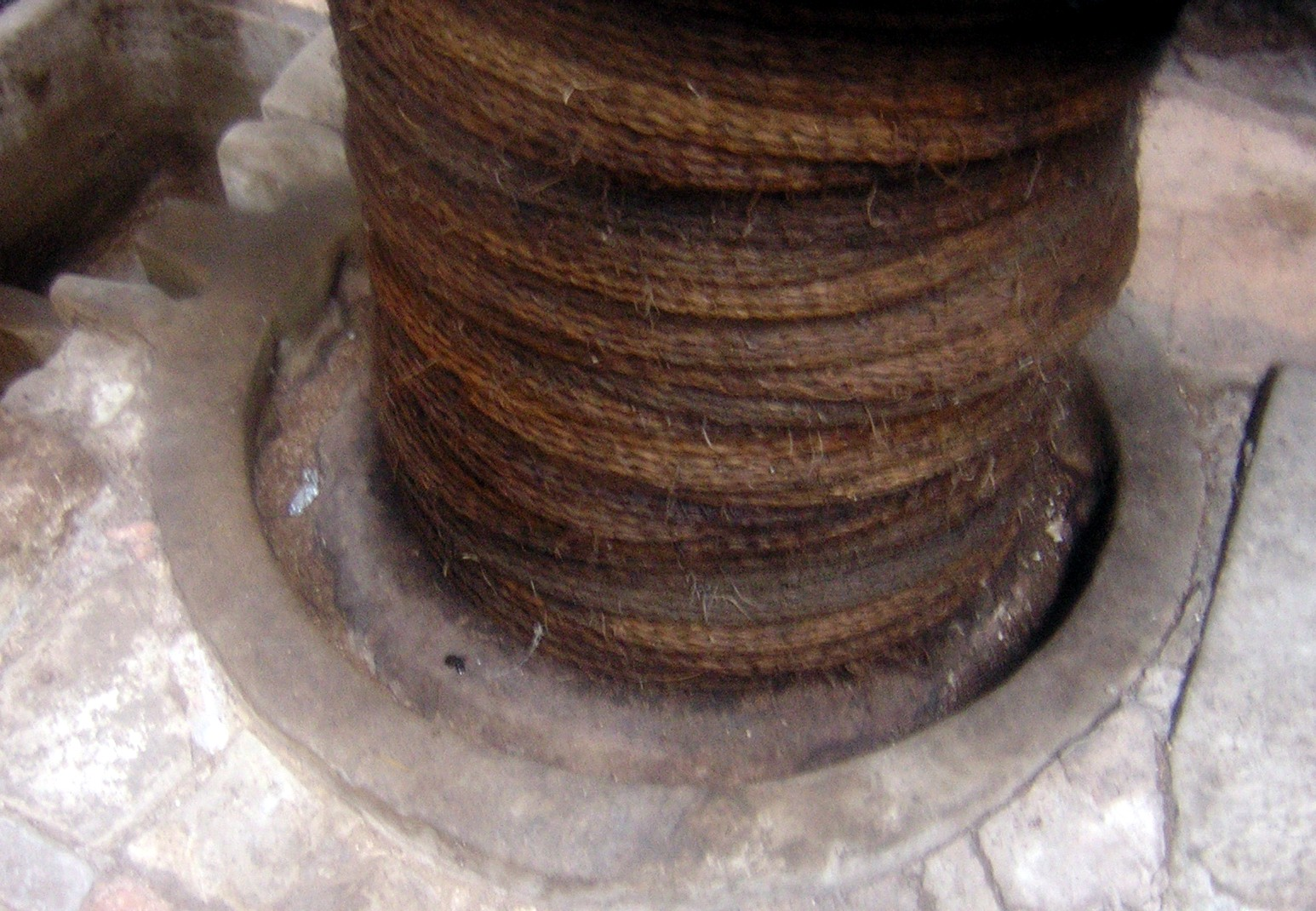
Premsa d'oli
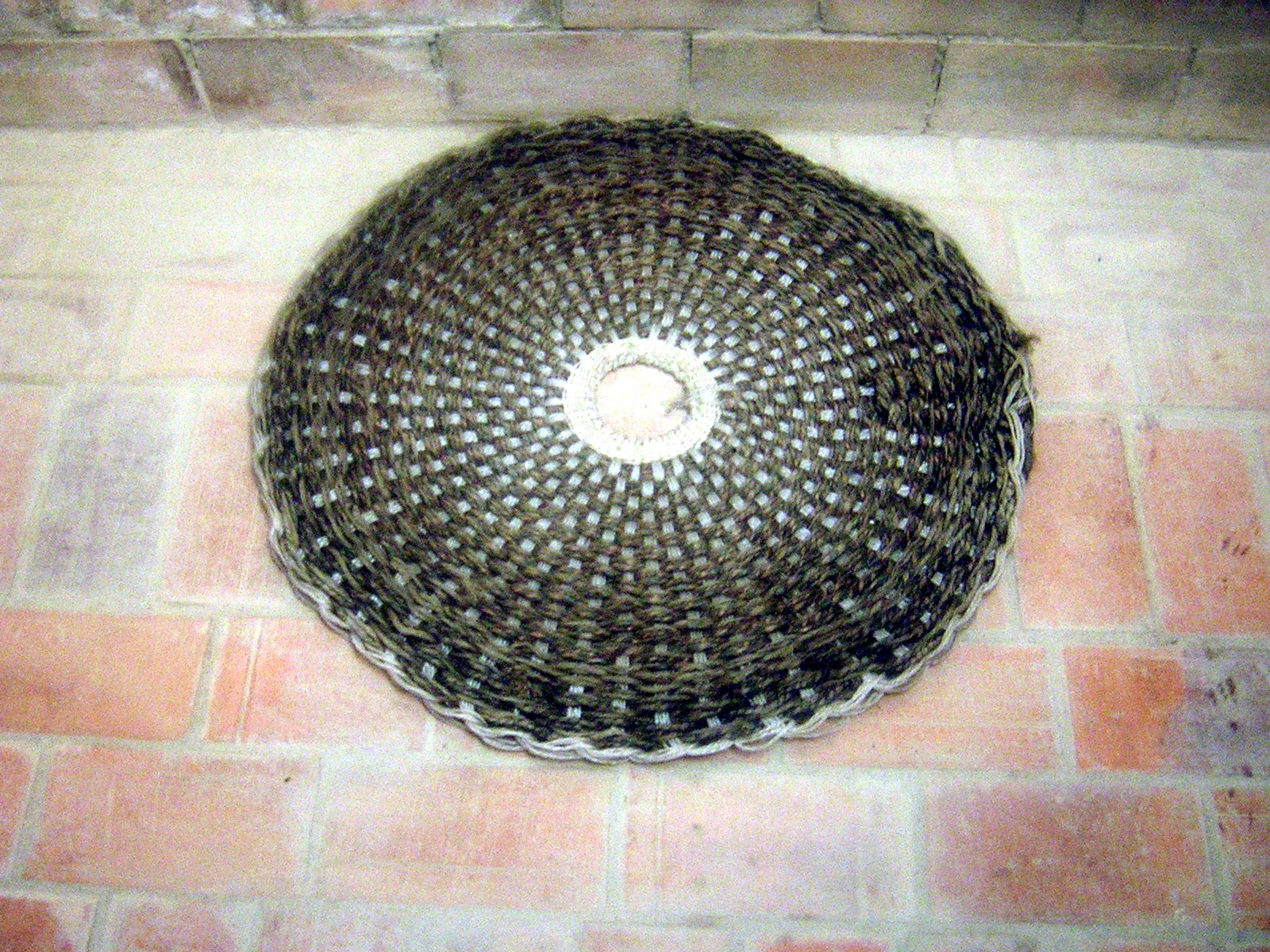
Esportí
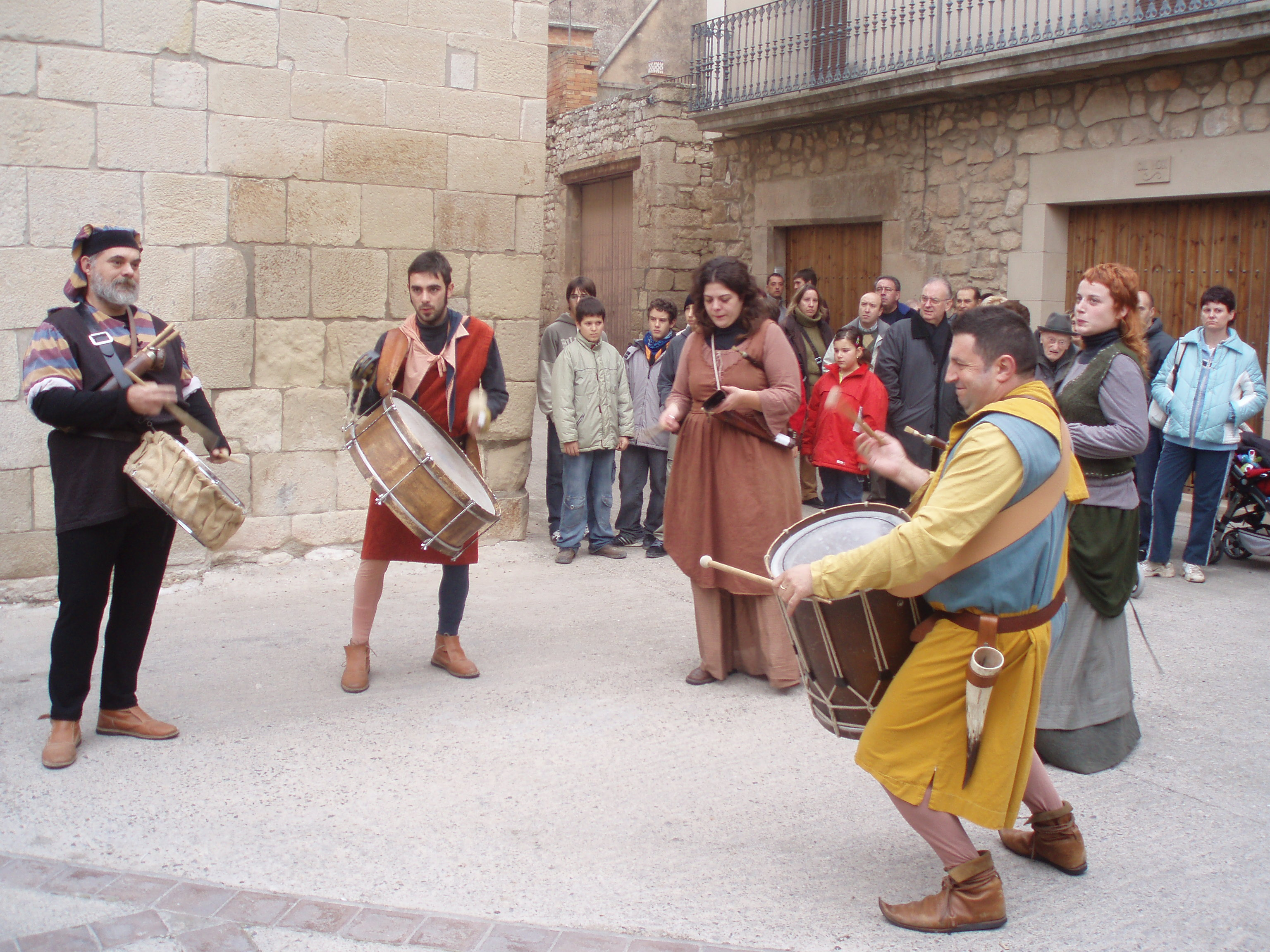
Grup de música actuant als carrers de Belianes
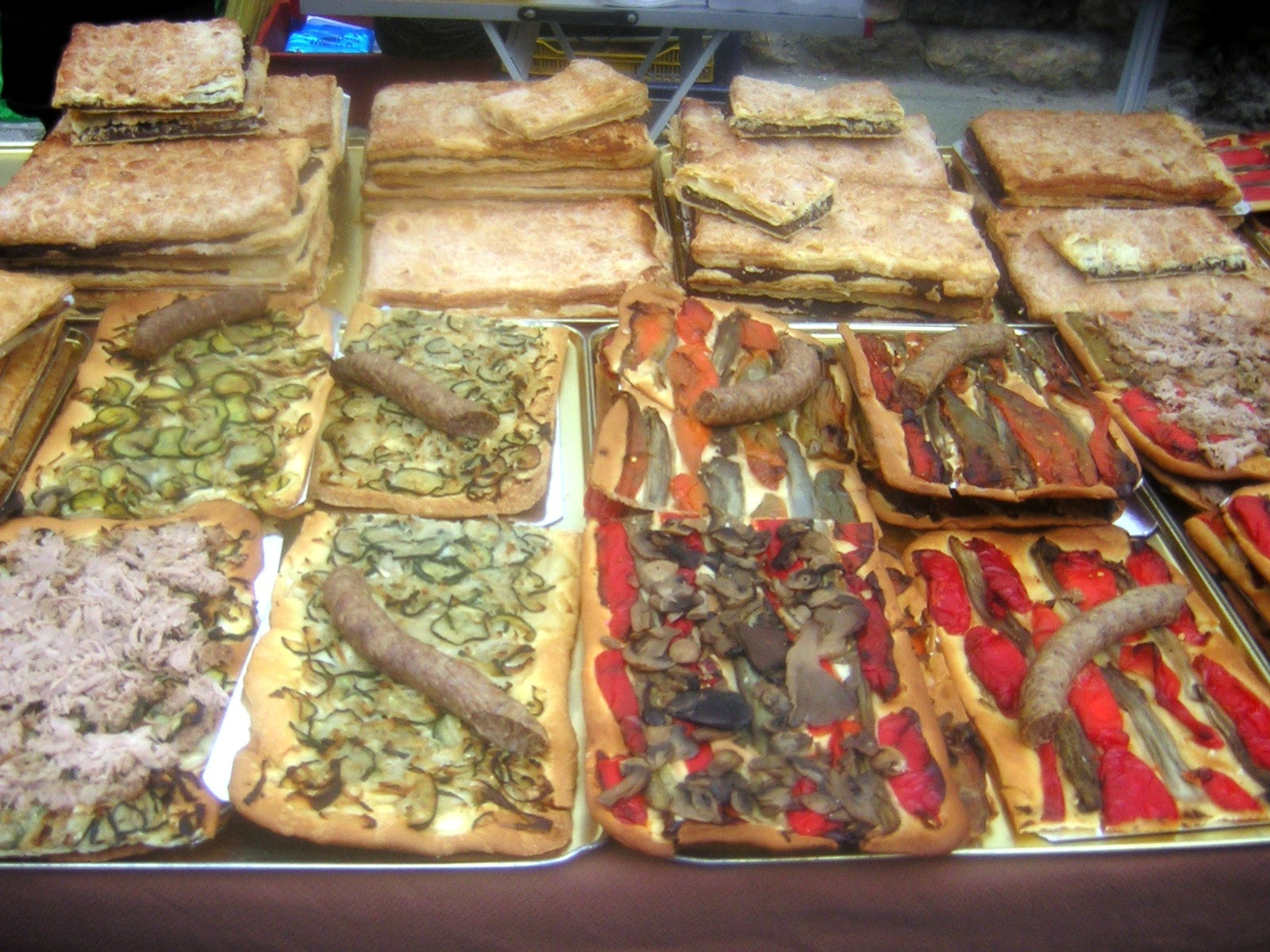
Coques de recapte
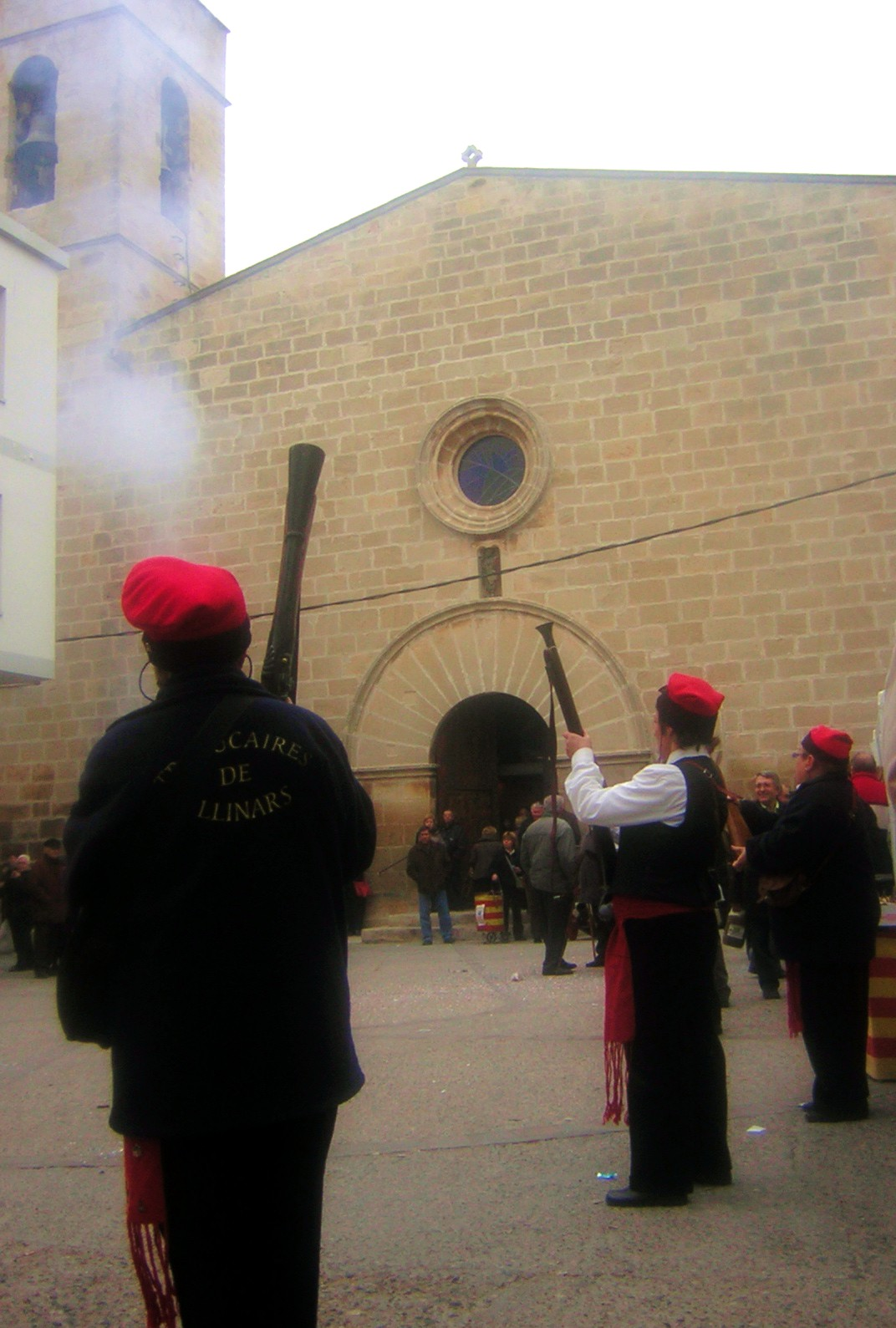
Grup de trabucaires actuant a la plaça de l'església de Belianes
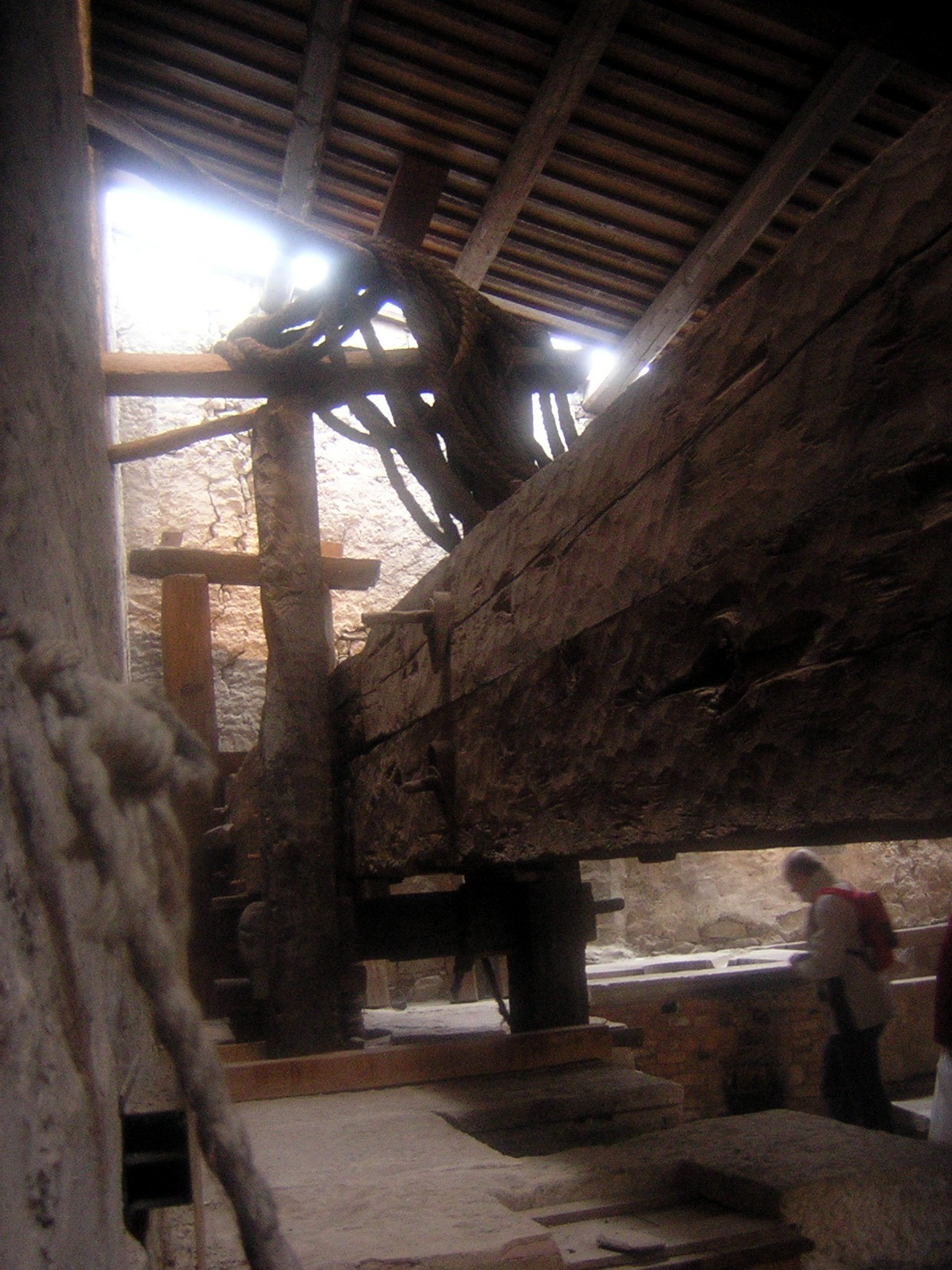
Molí d'Oli Maurici Massot del s. XVII